# Sergi Samper
Sergi Samper Montaña (* 20. Januar 1995 in Barcelona) ist ein spanischer Fußballspieler. Der defensive Mittelfeldspieler steht bei Vissel Kōbe unter Vertrag.

## Karriere
2001 schloss sich Samper der Jugendabteilung des FC Barcelona an. Am 17. August 2013 debütierte er im Alter von 18 Jahren für FC Barcelona B. Bei diesem Spiel in der zweiten spanischen Profiliga verlor sein Team 1:2 gegen den CD Mirandés.
Am 17. September 2014 gab Samper beim Champions-League-Auftakt gegen APOEL Nikosia (1:0) sein Debüt für die erste Mannschaft.
Zur Saison 2016/17 verlängerte Samper seinen Vertrag mit einer Ausstiegsklausel in Höhe von 50 Mio. Euro bis zum 30. Juni 2019 mit der Option auf eine weitere Spielzeit und rückte fest in den Kader der ersten Mannschaft auf.
Im August 2016 wurde er an den Ligakonkurrenten FC Granada verliehen. In Granada kam er auf 22 Ligaeinsätze.
Zur Saison 2017/18 kehrte Samper nach Barcelona zurück. Nachdem er am ersten Spieltag nicht im Spieltagskader gestanden hatte, wurde er am 24. August 2017 bis zum Saisonende an die UD Las Palmas ausgeliehen. Bei seinem zweiten Ligaeinsatz am 6. Januar gegen die SD Eibar verletzte sich Samper schwer am Knöchel, weshalb die Leihe am 31. Januar beendet wurde und er nach Barcelona zurückkehrte. Samper fiel in der Folge bis zum Saisonende aus und wurde ohne Einsatz Meister und Pokalsieger. In der Vorbereitung auf die Saison 2018/19 stieg er wieder in das Mannschaftstraining des FC Barcelona ein. Nachdem er nur zu einem Einsatz in der Copa del Rey gekommen war, einigten sich Samper und der Verein Anfang März 2019 auf eine Vertragsauflösung.
Am 7. März 2019 schloss sich Samper dem japanischen Erstligisten Vissel Kōbe an.

## Erfolge
- FIFA-Klub-Weltmeisterschaft: 2015
- UEFA Champions League: 2015
- Spanischer Meister: 2016, 2018
- Spanischer Pokalsieger: 2016, 2018
- Japanischer Supercupsieger: 2020